# 三索錦蛇
三索錦蛇（學名：Coelognathus radiatus），又稱三索頜腔蛇、三索蛇，主要分布於印度東北部、印尼（包括蘇門答臘、邦加島）、柬埔寨、新加坡、泰國、華南地區（包括福建、雲南、廣西、廣東、香港）、越南、緬甸、寮國及尼泊爾等。其標本產地為爪哇。多栖息于平原、丘陵及山区的河谷地带，其生存的海拔上限为1400米。

## 解剖學描述
三索頜腔蛇正常體長約有1至2米，最高紀錄為2.3米。鱗片幼細，體色呈灰色及黃色，身體兩側有四條較明顯的長型條紋。虹膜呈黃色，並且從眼睛中心處有三至四條放射式的黑色線，其學名「Radiatus」所表示的輻射亦是由此而來。

## 行為學描述
三索頜腔蛇平日多棲息於森林、草原、農地，當遇到敵人時，身體會扭曲成「S」型以威嚇對手。主要食物包括齧齒目動物、蛙類、鳥類與及蜥蜴。繁殖方面，三索頜腔蛇屬卵生動物，每逢4月至7月開始生產，雌蛇每次能誕下6至15枚蛇卵。